# ألبرت إي. رايس
ألبرت إي. رايس (بالإنجليزية: Albert E. Rice)‏ هو سياسي أمريكي، ولد في 24 سبتمبر 1845 في فينيه في النرويج، وتوفي في 11 سبتمبر 1921 في روشستر في الولايات المتحدة. حزبياً، نشط في الحزب الجمهوري. وقد انتخب عضو مجلس ولاية مينيسوتا وانتخب نائب حاكم ولاية مينيسوتا ‏.